# Reoti
Reoti é uma cidade e uma nagar panchayat no distrito de Ballia, no estado indiano de Uttar Pradesh.

## Demografia
Segundo o censo de 2001, Reoti tinha uma população de 22,103 habitantes. Os indivíduos do sexo masculino constituem 51% da população e os do sexo feminino 49%. Reoti tem uma taxa de literacia de 40%, inferior à média nacional de 59.5%: a literacia no sexo masculino é de 49% e no sexo feminino é de 31%. Em Reoti, 19% da população está abaixo dos 6 anos de idade.